# Tout le monde parle de Jamie
Pour plus de détails, voir Fiche technique et Distribution.
Tout le monde parle de Jamie (Everybody's Talking About Jamie) est un film britannique réalisé par Jonathan Butterell, sorti en 2021. Il s'agit d'une adaptation de la comédie musicale Everybody's Talking About Jamie.

## Synopsis
Jamie New, 16 ans, ne se sent pas à sa place : il rêve de devenir une drag queen. Jamie ignore à quoi ressemblera son avenir mais il croit en lui. Encouragé par sa mère, qui l'aime plus que tout, et par ses merveilleux amis, le jeune adolescent surmonte les préjugés, endure moqueries et intimidations pour enfin sortir de l'ombre et révéler au monde qui il est vraiment. 

## Fiche technique
- Titre français et québécois : Tout le monde parle de Jamie
- Titre original : Everybody's Talking About Jamie
- Réalisation : Jonathan Butterell
- Scénario : Tom McRae d'après la comédie musicale Everybody's Talking About Jamie
- Musique : Anne Dudley et Dan Gillespie Sells
- Photographie : Christopher Ross
- Montage : Mark Everson
- Production : Peter Carlton, Mark Herbert et Barry Ryan
- Sociétés de production : New Regency Productions, Film4, Warp Films et 20th Century Studios
- Société de distribution : 20th Century Studios, Amazon Studios
- Pays : États-Unis
- Genre : Comédie dramatique, Film musical
- Durée : 115 minutes
- Dates de sortie :
  - Etats-Unis : 17 septembre 2021
  - Royaume-Uni : 10 septembre 2021
  - France : 17 septembre 2021 (Amazon Prime Video)

## Distribution
- Max Harwood (VF : Loïc Mobihan ; VQ : Nicolas Bacon) : Jamie New
- Richard E. Grant (VF : Bernard Alane ; VQ : François Trudel) : Hugo Battersby / « Loco Channel »
- Lauren Patel (VF : Justine Berger ; VQ : Fanny-Maude Roy) : Pritti Pasha
- Sarah Lancashire (VF : Josiane Pinson ; VQ : Viviane Pacal) : Margaret New
- Shobna Gulati (VF : Juliette Poissonnier ; VQ : Julie Burroughs) : Ray
- Sharon Horgan (VF : Laura Blanc ; VQ : Mélanie Laberge) : Mme Hedge
- Samuel Bottomley (VQ : Nicolas Poulin) : Dean Paxton
- Ralph Ineson (VF : Jérémie Covillault ; VQ : Louis-Philippe Dandenault) : Wayne
- Adeel Akhtar (VF : Omar Yami) : le principal Imad Masood
- John McCrea (en) (VF : Hervé Rey) : Hugo Battersby / « Loco Channel » jeune